# Canzoni di mezzo secolo
Canzoni di mezzo secolo es una película de comedia antológica italiana de 1952 dirigida por Domenico Paolella.

## Argumento
Diversos sketches tratan sobre personajes relacionados con la música, siguiendo canciones de la época.
Las canciones en las que se basan los episodios de la película son: Romantic Love, Ninì Tirabusciò, Scettico blu, Biondo Corsaro, Yvonne, Ziki-Paki, Ziki-Pu, Lodovico, Biagio Adagio, Stramilano, Vivere, Faccetta Nera, Tornerai y Munasterio' y Santa Clara.

## Reparto
- Marco Vicario
- Cosetta Greco
- Anna Maria Ferrero
- Franco Interlenghi
- Maria Fiore
- Flora Mariel
- Olga Villi
- Carlo Dapporto
- Silvana Pampanini
- Galeazzo Benti
- Erno Crisa
- Carlo Hintermann
- Pina Gallini
- Achille Millo
- Lauretta Masiero
- Renato Malavasi
- Renato Rascel
- Nico Pepe
- Mario Siletti
- Maria Pia Casilio